# 鲍培德
鲍培德（1941年12月—2023年10月25日），男，湖南湘乡人，中华人民共和国政治人物，曾任中国民用航空总局副局长，中国宋庆龄基金会副主席，第十届全国政协委员。